# 투샤오위
투샤오위(중국어: 屠晓宇, 병음: Tu Xiaoyu, 한자음: 도효우, 2003년 10월 17일 ~ )는 중화인민공화국의 바둑 기사이다. 장쑤성 롄윈강시 출신으로 중국기원 소속의 5단이다. 2020년 제24회 중국 신인왕전에서 우승했다.

## 경력
장쑤성 롄윈강시에서 태어났다. 2015년 프로바둑에 입단했고, 2016년부터 중국 갑조리그에 참여했다. 2017년 2단과 3단을 거쳐 2018년 4단으로 승단했다. 2019년 5단이 된 이후, 제24회 LG배 세계기왕전에 출전하여 32강전에서 쉬하오훙에게 승리했지만 김지석에 패배하여 16강에 머물렀다. 이후 제4회 몽백합배 세계 바둑 오픈전 62강에 진출하여 구쯔하오에게 승리하여 32강에 올랐지만 퉁멍청에게 패배했다.
2020년 제24회 중국 신인왕전에서 선페이란과 인쑹타오, 황밍위, 천하오신을 연이어 물리치고 결승에 진출했고 왕싱하오에게 2승 1패로 승리하여 우승을 차지했다. 이후 5단으로 승단했다.